# Monsters of Rock Tour 1984
Monsters of Rock Tour – siódma trasa koncertowa zespołu Van Halen. Trasa oficjalnie rozpoczęła się 18 sierpnia 1984 i objęła 5 koncertów. Van Halen grał koncerty w Europie w ramach Monsters of Rock.

## Muzycy
Członkowie zespołu: David Lee Roth, Eddie Van Halen, Alex Van Halen, Michael Anthony.

## Daty i miejsca koncertów

### Europa
- 18 sierpnia 1984: Castle Donington, Anglia – Donington Park
- 25 sierpnia 1984: Sztokholm, Szwecja - Råsunda Stadium
- 31 sierpnia 1984: Winterthur, Szwajcaria - Switzerland Schuetzenwiese
- 1 września 1984: Karlsruhe, Niemcy - Wildparkstadion
- 2 września 1984: Norymberga, Niemcy - Stadion am Dutzendteich

## Zespoły występujące z Van Halen

### Wielka Brytania
- AC/DC
- Van Halen
- Ozzy Osbourne
- Gary Moore
- Y&T
- Accept
- Mötley Crüe

### Szwecja
- AC/DC
- Van Halen
- Gary Moore
- Y&T
- Accept
- Mötley Crüe

### Szwajcaria
- AC/DC
- Van Halen
- Gary Moore
- Dio
- Accept
- Mötley Crüe

### Niemcy
- AC/DC
- Van Halen
- Ozzy Osbourne
- Gary Moore
- Dio
- Accept
- Mötley Crüe